# Elias Abrahamsson
Elias Abrahamsson, född 15 juni 1977 i Uppsala, är en svensk före detta professionell ishockeyspelare (back), som bl.a. spelade för Hammarby IF och Providence Bruins under sin spelarkarriär.
Säsongen 1998/1999 spelade han i Providence Bruins och vann Calder Cup med laget.